# Pont Sotra
Le pont Sotra (norvégien : Sotrabrua) est un pont suspendu de 1 236 mètres de long qui traverse le détroit Knarreviksundet (en) entre Knarrevik (en) à Fjell et Drotningsvik (en), à Bergen, dans le comté de Hordaland, en Norvège.